# Heteropterus (vlinder)
Heteropterus is een geslacht van vlinders uit de familie van de dikkopjes (Hesperiidae). 

## Soorten
- Heteropterus coreana Matsumura, 1937
- Heteropterus morpheus (Pallas, 1771) - Spiegeldikkopje
- Heteropterus steropes (Schiffermüller, 1776)